# NGC 503
NGC 503 ist eine elliptische Galaxie vom Hubble-Typ E/S0 im Sternbild Fische auf der Ekliptik. Sie ist schätzungsweise 271 Millionen Lichtjahre von der Milchstraße entfernt und hat einen Durchmesser von etwa 70.000 Lichtjahren.
Im selben Himmelsareal befinden sich u. a. die Galaxien NGC 501, NGC 507, NGC 508, IC 1687.
Das Objekt wurde am 13. August 1863 von dem deutsch-dänischen Astronomen Heinrich Ludwig d’Arrest entdeckt.